# Džal Mahal
Džal Mahal (kar pomeni 'Vodna palača') je palača sredi jezera Man Sagar v mestu Džaipur, glavnem mestu zvezne države Radžastan v Indiji. Palača je bila prvotno zgrajena okoli leta 1699; stavbo in jezero okoli nje je pozneje v začetku 18. stoletja obnovil in povečal maharadža Džai Singh II. iz Amberja.

## Palača
Palača Džal Mahal je arhitekturna predstavitev arhitekturnega sloga Radžputov (pogostega v Radžastanu) v velikem obsegu. Stavba ima slikovit pogled na jezero Man Sagar, vendar je zaradi svoje odmaknjenosti od kopnega prav tako osredotočena na razgledno točko z jezu Man Sagar na vzhodni strani jezera pred ozadjem okoliškega hribovja Nahargarha ('tigrovo bivališče'). Palača, zgrajena iz lokalnega peščenjaka, je trinadstropna zgradba, pri čemer je tretje nadstropje samo na vzhodni strani palače. Vzhodna stran ni vidna z obcestne javne promenade, ki je zahodna stran palače. Dodatni spodnji nivoji vzhodne strani so pod vodo, ko je jezero polno. Džal Mahal ima teraso z vrtom, vrt pa ima 4 Tibarije, obrnjene proti severu, jugu, vzhodu in zahodu. Tibariji so zasnovani v arhitekturi bengalske strehe, medtem ko štirje osmerokotni čhatri na strehi označujejo vogale spomenika. Palača je v preteklosti utrpela posedanje in tudi delno pronicanje (omet in poškodbe sten, enakovredni naraščajoči vlagi) zaradi zalitja vode, kar je bilo popravljeno v okviru obnovitvenega projekta vlade Radžastana.
Hribi, ki obkrožajo območje jezera, proti severovzhodu Džaipurja, imajo kvarcitne skalne formacije (s tanko plastjo prsti), ki je del hribovja Aravali. Skale na površini na nekaterih delih projektnega območja so bile uporabljene tudi za gradnjo objektov. S severovzhoda, doline Kanak Vrindavan, kjer stoji tempeljski kompleks, se hribi rahlo spuščajo proti jezerskemu robu. Znotraj območja jezera so tla sestavljena iz debelega plašča zemlje, napihanega peska in naplavin. Krčenje gozdov, zlasti v hribovitih območjih, je povzročila erozijo tal, ki jo je prispeval veter in voda. Posledično mulj, ki se kopiči v jezeru, postopoma dviguje jezersko dno. Na terasi palače je bil zgrajen vrt z obokanimi prehodi. Na vsakem vogalu te palače so bili zgrajeni polosmerokotni stolpi z elegantno kupolo.
Obnovitvena dela v zgodnjih 2000-ih niso bila zadovoljiva in strokovnjak na področju podobnih arhitekturnih obnovitvenih del radžastanskih palač je preučil načrte, ki bi lahko razvozlali prvotno obstoječe modele na stenah, potem ko so odstranili nov omet. Na podlagi te ugotovitve so bila obnovitvena dela prenovljena s tradicionalnimi materiali za omet – omet je delno sestavljen iz organskega materiala: malte, mešanice apna, peska in surkija, pomešanega s prahom džageri, gugal in methi. Opaziti je bilo tudi, da skorajda ni pronicanja vode, razen nekaj vlage, v nadstropjih pod vodno gladino. Toda prvotni vrt, ki je obstajal na terasi, je bil izgubljen. Zdaj nastaja nova terasa, ki temelji na podobnem strešnem vrtu palače Amber. Stavba stoji blizu obale jezera z največjo globino 15 ft. Ker so štiri nadstropja stavbe zgrajena pod vodo, to pomeni, da bi bila strukturirana na dnu jezera.

### Čhatri in kenotafi kraljeve družine
V Gaitoreju nasproti jezera so čhatri in kenotafi, postavljeni nad ploščadmi za upepeljevanje nekaterih vladarjev Džaipurja Kačvaha. Zgradil jih je Džai Singh II. znotraj urejenih vrtov. Kenotafi so med drugim v čast Pratap Singha, Madho Singha II. in Džaija Singha II. Kenotaf slednjega je narejen iz marmorja in ima impresivne zapletene rezbarije. Ima kupolo z 20 izrezljanimi stebri.

## Restavratorska dela
Rajasthan Tourism Development Corporation je zadeve vzela v svoje roke leta 2004 in se odločila, da poskusi obnoviti spomenik v njegovem prvotnem sijaju. Podpisali so sporazum z Jal Mahal Resorts, ki mu je podelil 99-letni najem za razvoj 100 hektarjev ob jezeru Man Sagar (sredi katerega stoji Džal Mahal) in palačo. 99-letni najem je bil dan podjetju Jal Mahal Resorts Pvt Ltd, SPV, ki je bil ustanovljen v skladu s pogoji projekta javno-zasebnega partnerstva. Od leta 2005 naprej se je podjetje ukvarjalo s čiščenjem jezera, oživitvijo ekologije območja in obnovo Palače. Zdaj je na tem območju veliko prebivalcev, kar je ustvarilo odlično zaposlitveno priložnost za prebivalce Džaipurja in Radžastana. V prihodnosti načrtuje Jal Mahal Resorts Pvt Ltd okoli Džal Mahala zgraditi turistično destinacijo in jo narediti za znamenito turistično destinacijo za vse obiskovalce mesta Džaipur.